# Франц Фішер
Франц Фі́шер — німецький хімік, розробник методу виробництва синтетичних вуглеводнів (процес Фішера — Тропша).
Франц Фішер народився 19 березня 1877 року в місті Фрайбург (земля Баден-Вюртемберг). Він вівчав хімію у закладах Фрайбурга та Мюнхена, а після того стажувався у Анрі Муассана (Париж), Вільгельма Оствальда (Лейпциг), Еміля Фішера (Берлін). По завершенню стажування Франц почав викладати у Фрайберзькій гірничій академії.
У 1911 році Фішер став завідувачем кафедри електрохімії у Вищій технічній школі міста Шарлоттенбург, передмістя Берліна (нині є одним з районів).
У 1913 році Товариством кайзера Вільгельма його було призначено першим директором Інституту дослідження вугілля імені Кайзера Вільгельма у Мюльгаймі-на-Рурі. В цьому інституті Франц познайомився з Гансом Тропшем. Вони проводили спільні дослідження з синтезу вуглеводнів. На базі лабораторій компанії BASF їм вдалося отримати суміш вуглеводнів при реакції карбон монооксиду та водню, але вміст шуканих речовин був украй низьким. Пізніше вчені підібрали необхідні каталізатори та параметри перебігу реакції — і серед продуктів взаємодії залишилися тільки вуглеводні та вода. Цю реакцію було названо на честь її творців — процес Фішера — Тропша.